# Clube de Montanha do Funchal
O Clube de Montanha do Funchal é um clube desportivo português, que se dedica à prática de desportos de montanha, tais como orientação, caminhada, Trail running, skyrunning e atletismo. Foi fundado em outubro de 1992, no Funchal.
Conta com cerca de uma centena de sócios, a maioria deles praticantes de alguma modalidade.
O clube tem no seu calendário de organizações algumas provas de nível internacional, tais como o MOF - Madeira Orienteering Festival e o MIUT® - Madeira Island Ultra-Trail® e ainda provas de skyrunning e orientação de âmbito nacional e regional.